# Admiralitäten der Vereinigten Niederlande

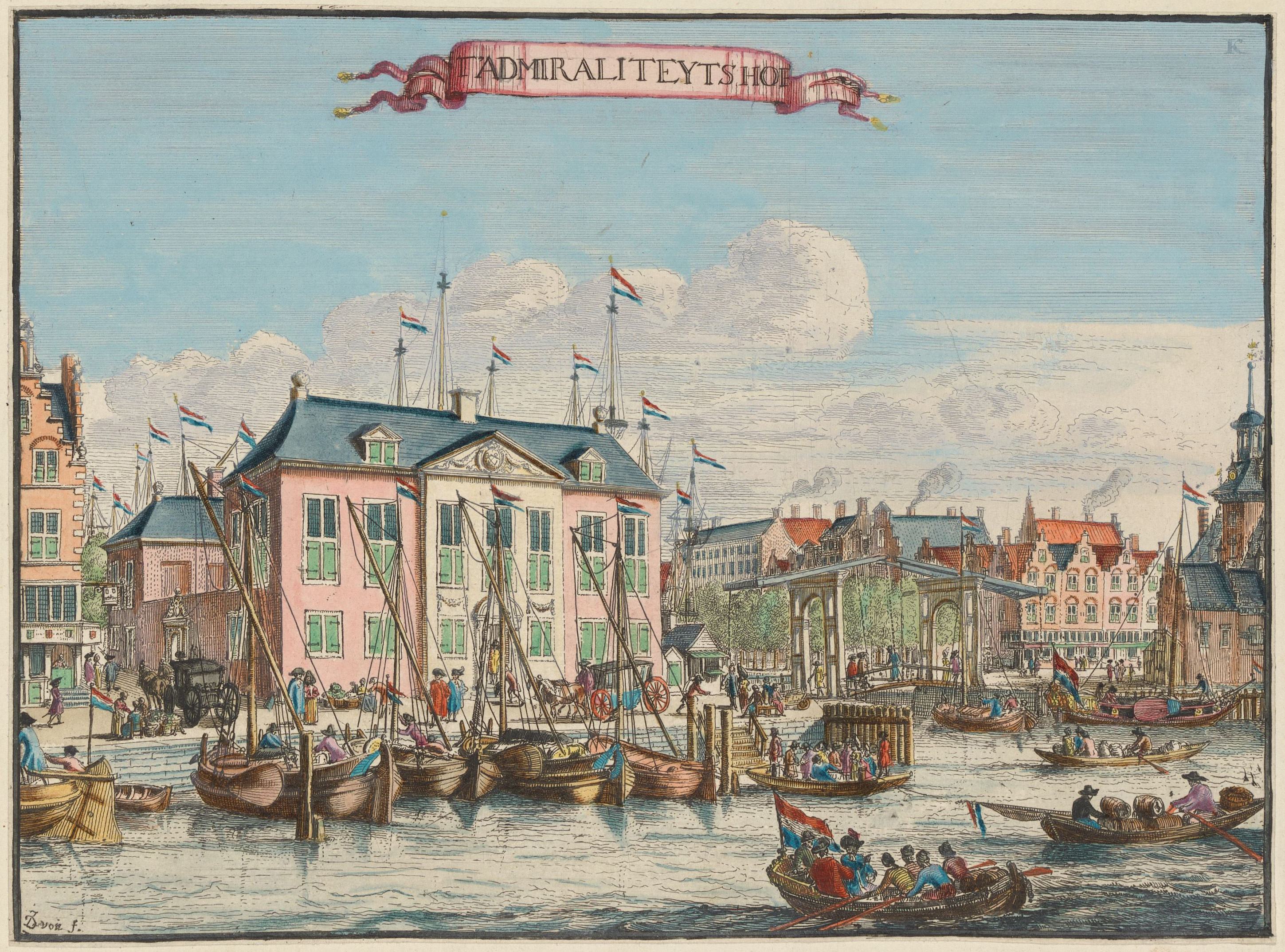
Meistens waren die Prinzenhöfe die Verwaltungsgebäude der Admiralitäten. Dort tagten die Räte und waren die Dienstwohnungen höherer Beamter. Hier der Prinsenhof in Rotterdam

Im Gegensatz zu anderen frühneuzeitlichen Staaten Europas bildeten sich in der Republik der Vereinigten Niederlande fünf eigenständige Admiralitäten heraus. Ursprünglich als Provisorium gedacht, bestanden sie bis zum Ende der Republik 1795. Obwohl sie den Generalstaaten direkt unterstellt waren, hatten sie starke Bindungen an die Provinz in der sie sich befanden. Diese fünf Admiralitäten hatten für die so genannte staatische Flotte, je nach Interesse der Provinz und deren finanziellen Möglichkeiten, eine unterschiedliche Bedeutung. Neben dem Bau und Unterhalt der Schiffe, waren sie auch für die Bezahlung der Besatzungen und des Offizierskorps verantwortlich. Die Admirale waren ebenfalls an die einzelnen Admiralitäten gebunden. Der finanzielle Bedarf der Admiralitäten wurde regulär durch regelmäßige Einkünfte aus Steuern und Abgaben und bei größerem Bedarf durch die Generalstaaten mit besonderen Anleihen gedeckt.

## Vorläufer
Die Admiralitäten folgten der Tradition der Admiralität von Flandern. Erst bei Bedarf wurde im Mittelalter eine Flotte zusammengeführt und unter dem Befehl eines Admirals gestellt. Die erste Erwähnung eines Admirals in den Niederlanden geschah 1356. Über mehrere Entwicklungsstufen wurde 1485 Filips van Kleef der erste Admiral aller Niederlande. Da sich dieser Adelige 1488 gegen den römisch-deutschen König Maximilian I. stellte, gründete dieser die Institution Admiralität in der so genannten Ordonanntie op de Admiraliteit. Dieses Jahr gilt noch heute als Geburtsjahr der niederländischen Marine. In dieser Ordonnanz sind auch die Aufgaben und Kompetenzen des Admirals festgelegt. Neben der Aufsicht der Kriegsführung zur See, hatte er auch die Rechtssprache in Seesachen und das Prisenrecht unter seiner Verantwortung. Der Sitz der Admiralität wurde auf Veere festgelegt und 1540 auch der Kriegshafen von Sluis dorthin verlegt. Mit dem Tod 1558 von Maximilian von Burgund endete die zentrale maritime Organisation, die Admiralität wurde nach Gent verlegt und die Schiffe verkauft.

## Entstehung
Wilhelm von Oranien wurde 1559 Statthalter von Holland und Zeeland. Zu diesem Zeitpunkt war die Funktion des Admirals der Niederlande (Admiraal-Generaal) an diesen Posten gebunden. Damit war er auch während des Aufstandes gegen den Kaiser Admiral der Niederlande. Allerdings gehorchten die Wassergeusen nicht seinen Befehlen und verfolgten mit den von ihm selbst ausgestellten Kaperbriefen eigene Ziele. Deshalb organisierten die aufständischen und unbesetzten Seeprovinzen eine eigene Flotte. Nach der Eroberung von Den Briel an der Maas durch die Wassergeszen wurden weitere Städte erobert oder traten zu den Aufständischen über. 1573 ernannte Wilhelm von Oranien einen Admiral für Zeeland sowie einen Admiral und einen Vizeadmiral von Holland. Außerdem bestellte er Admiralitätsräte in den Städten Vlissingen, Rotterdam und Enkhuizen. 1576 entstanden die Admiralitäten Maas, Zeeland und Holland. Zu dieser Zeit waren aber Amsterdam und Haarlem noch spanisch und teilten so die Provinz Holland in zwei Hälften. Die holländische Admiralität nahm ihren Sitz deshalb zunächst in Hoorn. Zudem war auch Zeeland von Holland abgeschnitten. In dieser Phase hatte der Admiraal-Generaal, Wilhelm von Oranien, durch die Zersplitterung der Gebiete wenig Einfluss, so dass Bestrebungen zur Zentralisation erfolglos blieben. Dadurch konnten die Provinzstände ihren Einfluss ausbauen. Mit dem Übergang von Amsterdam auf die Seite der Aufständischen, wurde Hoorn als Sitz der Admiralität Noord-Holland durch Amsterdam verdrängt. Deshalb wurde dort eine neue Admiralitäten für Westfriesland und Noorderquartier gegründet. 1596 wurde als letztes und fünftes die Admiralität Friesland aufgebaut.
Dieses Provisorium wurde 1597 in der Instruktion für die Admiralitäten beschrieben und sollte auch nur ein Jahr lang gelten. Es blieb, ungeachtet vieler Bemühungen zur Zentralisation, bis zum Aufhebungsbeschluss des Comitées tot de Zaken der Marine vom 27. Februar 1795 bestehen. Damit hatte die Provinz Holland drei Admiralitäten und Zeeland und Friesland jeweils eine. Die Admiralität Amsterdam zeigte sich im Laufe der nächsten Entwicklungen als die bedeutendste und konkurrierte mit Rotterdam um die Stellung des Admiralsschiffes. Die Rotterdamer Admiralität sah sich als älteste der Institutionen und stellte deshalb stets das Admiralsschiff. Amsterdam gab nach einem Verteilungsschlüssel die Hälfte der Gelder der holländischen Admiralitäten und Holland wiederum die Hälfte aller maritimen Rüstungen der Niederlande. Dieser Schlüssel funktionierte noch im 17. Jahrhundert scheiterte aber im ganzen 18. Jahrhundert. Zeeland dagegen fühlte sich durch die drei holländischen Admiralitäten übervorteilt und verlangte mehr Einfluss. Zumahl viele bedeutende Admirale aus Zeeland gekommen waren.

## Struktur und Verwaltung
Das Wissen über die Admiralitäten und die Flotte wird intensiv wissenschaftlich erforscht. Gerade das Verhältnis zwischen zentraler Staatlichkeit und provinzialen und regionalen Interessen wird untersucht. Neben der Universität Leiden, die einen eigenen Lehrstuhl zur maritimen Geschichte unterhält, etwas weniger die Universität Groningen, ist auch die Universität Gent in diesem Bereich aktiv. Das Besondere hierbei ist der Fokus auf die Admiralität Zeeland. Während das Archiv der Admiralität Friesland 1771 komplett verbrannte, ist das der Admiralität Zeeland am vollständigsten erhalten geblieben. Deshalb sind die Forschungen zu dieser Institution am intensivsten. Archivalische Bestände der anderen Admiralitäten sind im Nationaal Archief und den Stadtarchiven vorhanden. Im Nationaal Archief, ehemals Rijksarchief, hatte ein Brand 1844 eine unbekannte Menge Materialien des Admiraliteitsarchiefs vernichtet. Deshalb wird die zweite Auflage des sechsbändigen Werkes des Reichsarchivars J.C. de Jonge über „Geschiedenis van het nederlandsche Zeewezen“ (erschienen 1858 bis 1862) in der Wissenschaft immer noch rezipiert, da man vermutet, dass dort nicht mehr erhaltene Akten verwendet wurden.
Die Führung jeder der Admiralitäten lag in der Hand von Räten. Diese wurden auf Vorschlag der Provinzverwaltung durch die Generalstaaten für drei Jahre ernannt. Meist entstammen sie aus den Regentenfamilien und waren oft Alt-Bürgermeister. Die Anzahl der Räte variiert in den einzelnen Admiralitäten, aber die Hälfte entstammt der eigenen Provinz und der Rest aus den anderen Provinzen. Diese Räte trafen sich zu Beratungen mindestens einmal die Woche, meist aber häufiger und in dringenden Fällen auch sonntags und an Feiertagen. Nominel führte der Admiraal-Generaal die Versammlung, war aber nie anwesend und wurde durch den Luitnant-Admiraal vertreten. Selten waren auch alle Räte anwesend, meist nur die aus der jeweiligen Provinz als so genannte sitzende Räte. Die auswärtigen Räte hatten zwar gleichwertiges Stimmrecht, waren aber wegen der Entfernung selten anwesend. Als Sitzungsort diente stets der in den Städten vorhandene Prinzenhof, die ehemaligen Residenzen des Statthalters der Niederlande.

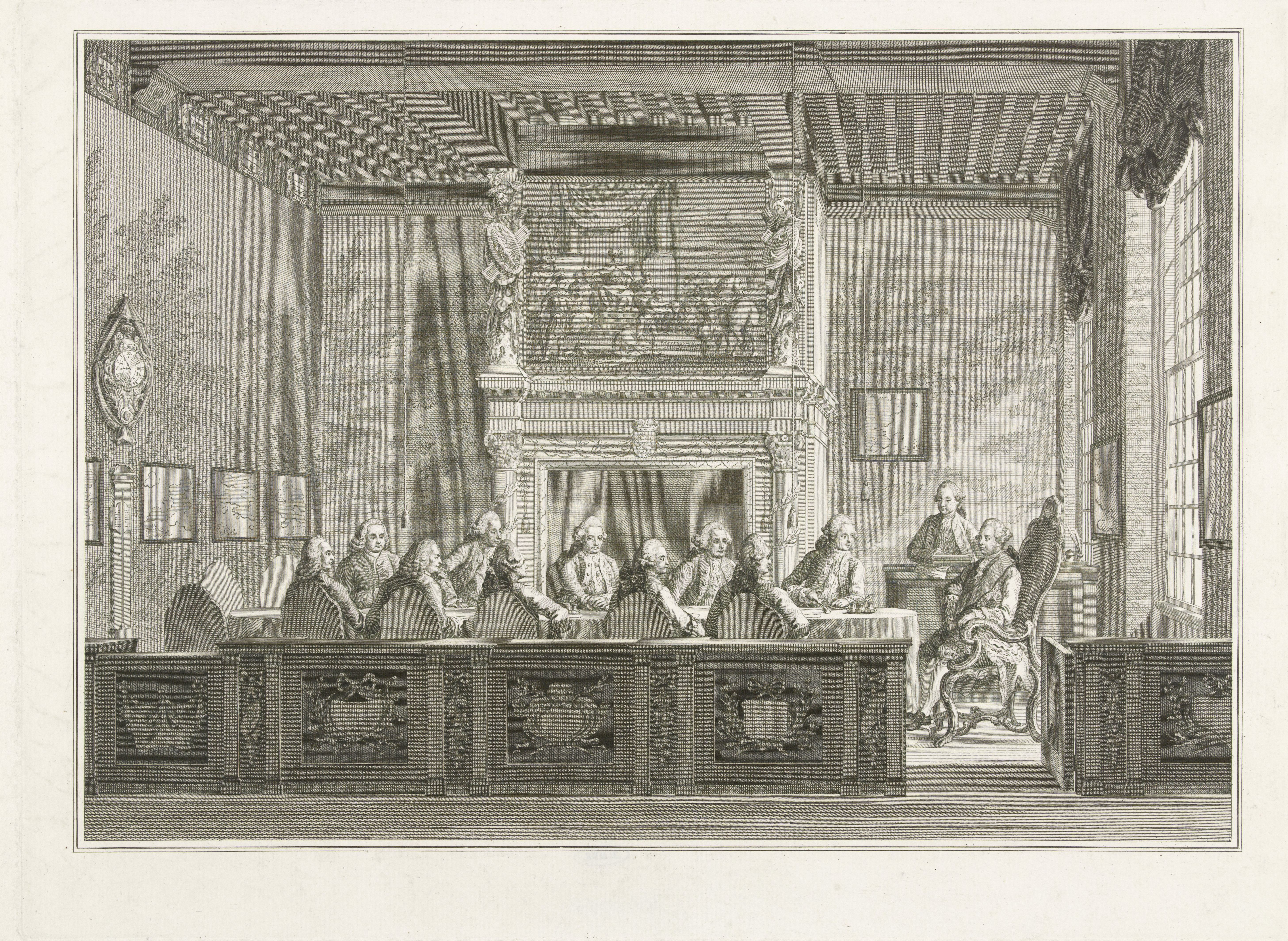
Der Statthalter Wilhelm V. als Admiraal-Generaal führt den Vorsitz der Versammlung der Räte der Admiralität Amsterdam, Graphik von Reinier Vinkeles 1768

Mit dem Luitnant-Admiraal von Holland und Westfriesland als Vorsitzenden jeder der Admiralitäten gab es noch ein gemeinsames Bindeglied. Die Provinz Zeeland ließ ihren Posten des Luitnant-Admiraals nach 1627 erstmal unbesetzt. Allerdings reformierte man 1653 und 1665 das System und die Anzahl der Admirale stieg sprunghaft an. Erst erhielt jede holländische Admiralität einen Vizeadmiral und einen Schoutbynacht. Die Anzahl der Luitnant-Admiraale blieb erstmal bestehen. 1664 besetzte Zeeland unerwartet seinen Posten des Luitnant-Admiraals von Zeeland. Die Provinz Holland wollte seine Flotte definitiv nicht unter dem Oberbefehl eines Zeeländers segeln lassen und erhoben deshalb alle ihre Vizeadmirale zu Luitnant-Admiraale ihrer Admiralitäten. Ebenso erhoben sie die Schout by nachts zu Vizeadmiralen und die Schout by nachts wurden neu besetzt. Diesem Beispiel folgte die Admiralität Friesland im April 1665 und stellte jeweils einen Luitnant-Admiraal, einen Vizeadmiral und Schout by nacht an. Damit hatte jede Admiralität auf jeden der drei Ränge der Flaggoffiziere einen Admiral und die Provinz Holland noch zusätzlich den Luitnant-Admiral von Holland und Westfriesland als Oberbefehlshaber der Flotte. Theoretisch blieb diese Struktur bis zum Ende der Republik bestehen. Aber in der Zeit des 18. Jahrhunderts wurden diese Posten nicht mehr ausgefüllt, da einfach zu wenige Schiffe in Dienst standen. So konnte es passieren, dass in einer Gehaltsrolle eingetragene Admirale nie ein Schiff betreten haben. Dem Schoutbynacht der Admiralität Friesland Douwe Fije van Roorda ist dies passiert. Kurzzeitig wurde Michiel de Ruyter ab 1673 bis zu seinem Tod zum Luitnant-Admiraal-Generaal ernannt, eingeschoben zwischen dem Luitnant-Admiraal und dem Generaladmiral, dem Prinzen Willem von Oranien. Cornelis Tromp erhielt diesen Titel anschließend bis zu seinem eigenen Tod und wurde danach nie wieder verwendet.
Neben diesen Führungspositionen hatten der Advocaat-fiscaal, der Sekretär und der Ontvanger-Generaal großen Einfluss. Diese Funktionen wurde an Mitglieder des Patriziats der Stadt vergeben und dies auf Lebenszeit. Dadurch konnten sie umfangreiche Erfahrungen erwerben und großen Einfluss auf die Räte ausüben. Als Rechtsanwalt hatte der Advocaat-fiscaal alle juristischen Belange und Aufgaben der Admiralität zu betreuen. Als einziger der Funktionäre konnte er sich Rat nennen und wurde auch als Minister angesprochen. Er hatte einen Sitz in der Versammlung und nahm an allen Besprechungen teil. Seine weiteren Aufgaben waren die Beaufsichtigung der Beamten bei der Ausübung der Handelsrechte, er sorgte für die Rechtssprüche (Meuterei, Seewurf, Prisengericht etc.) und entwarf die Instruktionen für die Flottenbefehlshaber.
Der Sekretär wurde ebenfalls als Minister angesprochen und hatte den ganzen Schriftverkehr durchzuführen. Dazu zählt nicht nur der Briefwechsel, sondern auch die Mitschrift (notulen) der Versammlungen und deren Kopierung. Ebenso führte er das Archiv. Dieser Posten war besonders einflussreich und finanziell attraktiv. Vater und Sohn de Wildt waren von 1640 bis 1704 Sekretäre der Admiralität Amsterdam und hatten so Kontakt sowohl mit Johan de Witt, wie auch mit Willem III., König von England und Statthalter der Niederlande. Sie hatten wichtige Entwicklungen innerhalb der Flotte angestoßen.
Jede Admiralität war verpflichtet jährlich gegenüber der Generaliteits Rekenkamer (einer Art Finanzkontrollbehörde der Staten Generaal) über die Ein- und Ausgaben der Admiralität Rechenschaft abzulegen. Die oberste Verantwortung über die Finanzen hatte der Ontvanger Generaal. Diese Kontrolle und das ganze finanzielle Gebaren der Admiralität musste auf den Pfennig klappen und wurde scharf kontrolliert.
Unterhalb dieser Administration hatten Beamte und Angestellte in drei Bereichen ihre Aufgaben zu erfüllen. Jede Admiralität hatte bestimmte Rechte auf Einkünfte, als reguläre und regelmäßige Einnahmen, auf See und an Land erhalten. Das waren Zölle, Abgaben und Gebühren verschiedener Art. Die einzelnen Stationen und deren Beamte kontrollierte der Commies-Generaal, während der Convooimeester die Administration mit Geldmittel versorgte. Überall auf dem Gebiet der ehemaligen Republik sind Zollzeichen in den Fluren mit den Wappen der jeweiligen Admiralität gefunden worden.
Die zweite Aufgabe war die Ausrüstung der Kriegsflotte. Für den normalen Betrieb mit Konvoischiffen, Fahrwassermarkierung und Instandhaltung der Schiffe wurden die regulären Einnahmen (ordinaris inkomsten) verwendet. Außergewöhnliche Aufgaben, wie massenhafter Neubau oder Herstellen der Kriegsbereitschaft, wurde durch so genannte Extra-ordinaere Einkünfte direkt von den Generalstaaten bezogen. Die stellten eine konkrete Summe zur Verfügung, die sich meist auf den Finanzbedarf der Admiralitäten für diese konkrete Aufgabe bezogen und von ihr vorgeschlagen wurde. Die besonderen Aufwendungen bezogen sich nicht nur auf den Schiffsneubau, sondern auch auf die Bezahlung der Besatzungen, die Ausrüstung, aber auch Werfterweiterungen und dem Bau von Magazinen, sofern die regulären Einkünfte nicht mehr reichten.
Nicht alle Schiffe der Admiralität wurde auf Admiralitätswerften gebaut, gerade wenn viele Fahrzeuge auf einmal gebaut wurden, gingen Aufträge auch an andere meist private Werften. Hier ist das bekannte Schiffbauzentrum Zaandam zu nennen. Es sind Fälle nachweisbar in dem Schiffbaumeister der Admiralitäten gleichzeitig auch Aufträge auf eigenen privaten Werften ausübten oder ausgeschriebene Aufträge über Mittelsmänner für sich erwarben. Die Admiralitäten stellte auch Schiffbaumeister fest ein. Dieser erhielt aber nur ein kleines Gehalt, wenn keine Aufträge auszuführen waren. Sobald diese vorlagen hatte er sich um Beschaffung der Materialien und des Personals zu kümmern. Die Admiralität hatte aber stets die Verantwortung und die Kontrolle über den Schiffbau. Die Schiffbaumeister der Admiralitäten hatten große Bedeutung für die Entwicklung dieser Technologie in den Niederlanden. Neben ihren Kollegen von der VOC waren sie die Herausgeber von Publikationen über Probleme und Lösungen beim Schiffbau in den Niederlanden. Sie probierten auch neue Konzepte aus und in Amsterdam wurden sogar englische Schiffbaumeister angestellt, um englische Technologien kennenzulernen.
Die dritte Aufgabe war die Aufsicht des Kaperwesens. Sie hielten Gericht, um die eroberten Schiffe zu guten Prisen zu erklären und damit die Versteigerung des nun legal eroberten Schiffes zu ermöglichen. Auch die Ausstellung von Kaperbriefen lag in ihrer Verantwortung. Das Recht dazu hatte zwar ausschließlich der Admiraal-Generaal, aber die Admiralitäten waren die Stellvertreter und die ausführende Institution. In juristischer Hinsicht hatten die Admiralitäten auch die Rechtsprechung die nicht mehr unter die der Admirale fiel. Das konnte vermutetes Fehlverhalten der Admirale selber sein, aber auch das der Kapitäne. Auch die Einberufung eines Kriegsrates konnte darunter fallen, wenn er nicht auf See gehalten werden musste.

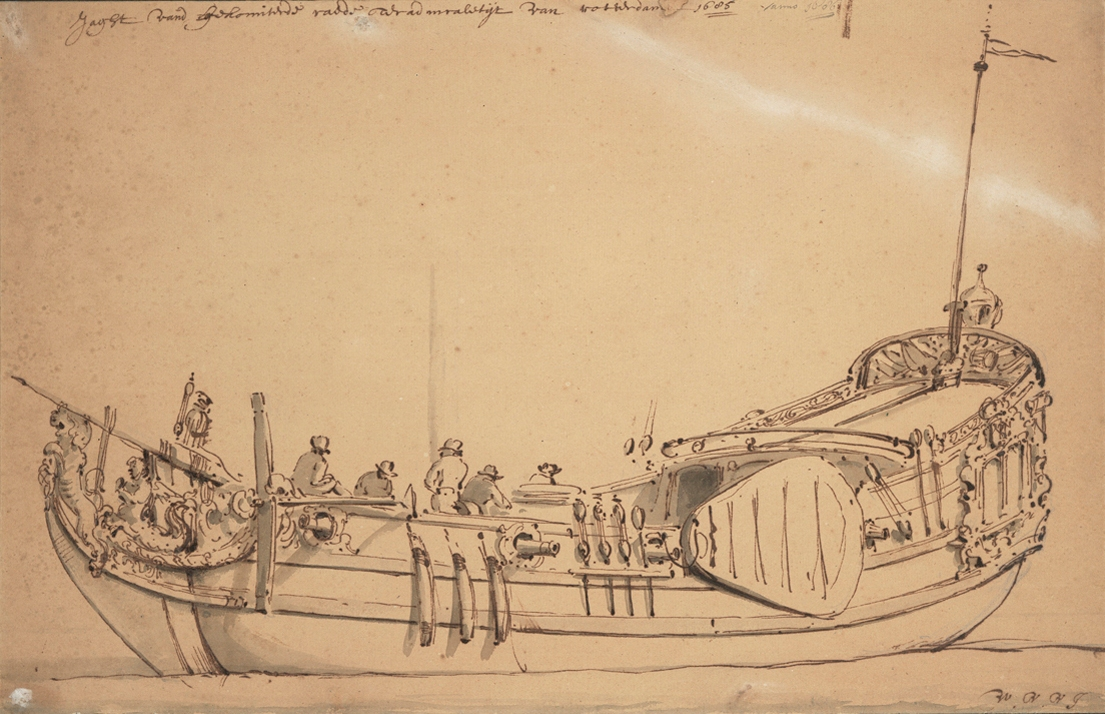
Zeichnung einer Jacht der Admiralität von der Maas, 1685 von Willem van de Velde dem Jüngeren gezeichnet

Für die Dienstfahrten der Admiralitätsräte und Beamten standen eigene Fahrzeuge zur Verfügung. Die größten waren die so genannten Admiralitätsjachten. Es waren einmastige Jachten mit Pavillon und Signalkanonen. Anhand ihrer Heckverzierungen und Flaggen sind sie den einzelnen Admiralitäten zuzuordnen. Im Kriegsfall konnten sie andere Aufgaben erfüllen, wie zum Beispiel Vorpostendienst und Kurierfahrten. Sie waren aber keine Kriegsschiffe und wurden eher anderen Aufgaben zugeschoben, als im Krieg aufgebraucht zu werden. Während des Holländischen Krieges wurde allerdings als einzige dieser Jachten, die der Admiralität Friesland bei Zwartsluis 1674 in Brand geschossen.

## Standorte

### Admiralität auf der Maas
Der industrielle Teil der Admiralität lag stets im östlichen Teil an der Maas. Dort hatte sie zwei Werften einmal im Nieuwe Haven und im Haringvliet. Allerdings war dort die Ausfahrt von den Hellingen so schmal, dass bereits beim Bau der Eendracht 1655 die Brücke an dieser Stelle zu schmal war und sie mehrere Monate dort festsaß. Deshalb wurde das bekannte Flaggschiff Michiel de Ruyters die Zeven Provinciën im etwa 3 Kilometer entfernten Delfshaven gebaut. Ab 1689 bezog die Admiralität das neu angelegte Terrein Reuzeneiland vor dem Boerengat. Noch heute ist der offizielle Name s-Lands Werf als Straßenname zu finden. Auf diesem Gelände befanden sich drei Hellinge.
Zur Admiralität Rotterdam gehörten neben der Eendracht und der Zeven Provinciën auch die bekannten Flaggschiffe Brederode auf dem Maarten Tromp starb und die Aemilia, das Flaggschiff gegen die Armada von 1639. Reparaturen und kleinere Baumaßnahmen waren auch in Hellevoetsluis möglich.
Die Verwaltung befand sich im so genannten Admiraliteits Hof am Haringvliet, bei der Spaanse kade. Das Gebäude wurde 1643 erbaut und diente nach der Aufhebung der Admiralität als Zollhof. Im Volksmund wurde es weiter Zeekantoor genannt. Das Haus wurde 1885 abgerissen. Bis 1644 diente das Oude Admiraliteitshof genannte Gebäude am Nieuwen Beestenmarkt als Sitz der Admiralität. Dieses Gebäude wurde bereits 1567 errichtet. Neben Magazinen aller Art besaß die Admiralität auch ein Waffenmagazin. Das erste wurde in direkter Nähe der Werft am Nieuwe Haven 1660 erbaut. Ein weiteres Magazin erbaute sie 1662 am Oostpoort.
Die Anzahl der Räte stieg von sieben auf elf im Jahr 1644 an. Danach blieb sie konstant. Die Sitzverteilung der sieben Räte bis 1597 ist unbekannt, danach waren sechs aus Holland und jeweils einer aus Gelderland, Utrecht und Zeeland. 1625 waren es dann sieben Räte aus Holland, die kurz danach von einem weiteren Rat aus Overijssel verstärkt wurden. Und mit dem Rat aus Friesland, der 1644 hinzukam, wurde der Stand bis zum Ende der Republik erreicht.
Da von Rotterdam aus der direkte Zugang über die Maas in die Nordsee zu untief war, mussten die Rotterdamer Schiffe über Dordrecht und Hellevoetsluis auslaufen. Dabei wurde Hellevoetsluis der erste Anlaufpunkt von See. Die größeren Schiffe fuhren leer von Rotterdam nach Hellevoetsluis und erhielten hier ihre vollständige Ausrüstung und Besatzung. Es gab in der zweiten Hälfte des 17. Jahrhunderts auch Bestrebungen diesen Hafen als Stützpunkt für die gesamte Flotte zu etablieren.

### Admiralität von Amsterdam

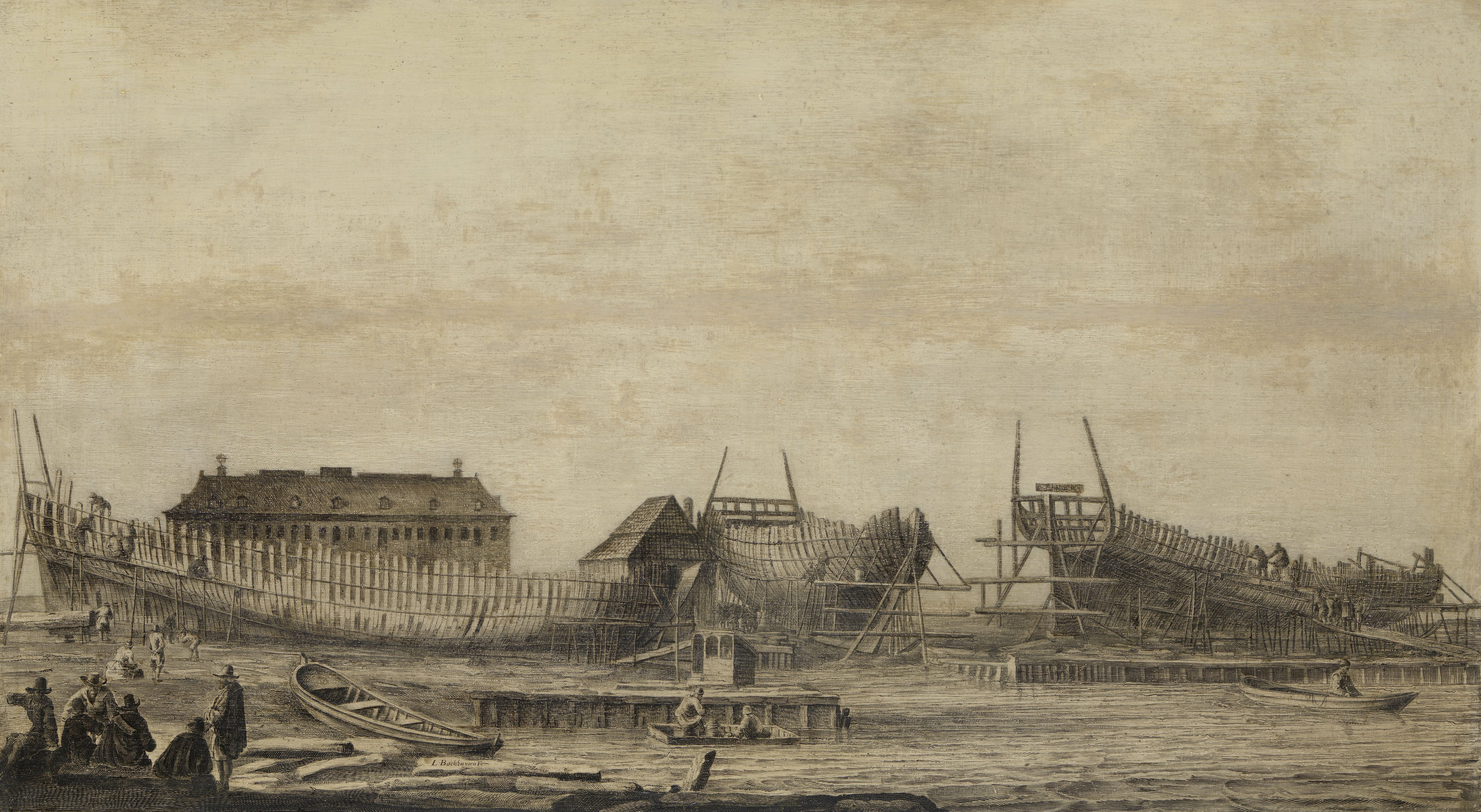
Drei Schiffe auf den Hellingen der Werft. Im Hintergrund ist das gerade fertiggestellte Zeemagazijn zu sehen. Die Position der Hellingen war nebeneinander. Diese Perspektive hier ist künstlerische Freiheit. Penschilderij von Ludolf Bakhuizen

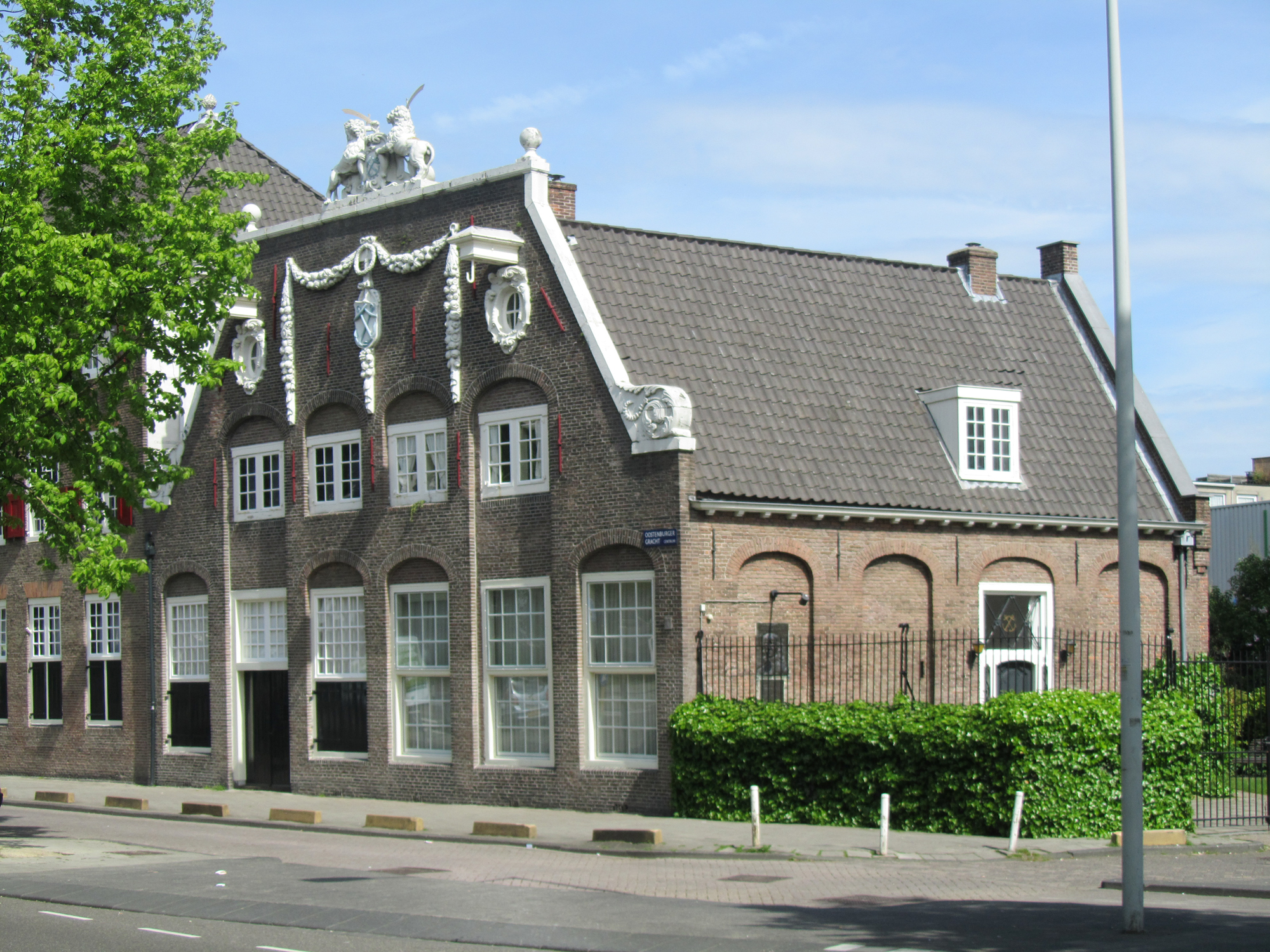
Frontgiebel der Reepschlägerei der Admiralität im Viertel Oostenburg. Heute sind nur der Frontgiebel und die ersten Meter erhalten. Früher war es mehrere hundert Meter lang. Gleich daneben war die Reeperbahn der Ostindienkompanie. Der heute noch vorhandene Frontgiebel liegt knapp außerhalb des Bildausschnittes

Die Admiralität Amsterdam hatte ihre industriellen Bereiche stets auf den Oostelijke Eilanden in Amsterdam, erst auf Uilenburg, dann Rapenburg und etwas später auf Kattenburg. Diese Insel wurde erst Mitte des 17. Jahrhunderts gebildet und darauf gleich das Zeemagazijn errichtet. Der Bereich zwischen den beiden Inseln Rapenburg und Kattenburg wurde mit Pfahlreihen abgeschlossen und diente als Winterlager und Aufliegeplatz für die Schiffe der Admiralität. Die vier Hellingen auf Kattenburg lagen an der Westseite der Insel und liefen in Richtung des Admiralitätsdocks ab.
Die Taue wurden auf der so genannten Lijnbaan (siehe Reeperbahn) kurz hinter den städtischen Wallanlagen auf Oostenburg fabriziert. Der direkte Nachbar war die Lijnbaan der Ostindischen Kompanie. Die Frontgiebel beider Gebäude sind heute denkmalgeschützt. Zur Stadt hin befand und befindet sich das ehemalige Magazin der Admiralität, das heutige Schifffahrtsmuseum. In den 50er-Jahren des 17. Jahrhunderts wurden nicht nur die drei Inseln (Oostenburg, Wittenburg und Kattenburg) gefertigt, sondern auch das Zeemagazijn und das Admiralitätsgebäude in der Stadt. Die ganze Insel Kattenburg und das Magazin waren bis zum Ende des vorigen Jahrhunderts Marinegelände. Nur das Magazin war bereits seit den 70er-Jahren Museum.
Die Verwaltung mit den Dienstwohnungen befand sich im Prinzenhof am Oudezijds Voorburgwal. Erst Kloster und nach der Vertreibung der Spanier Stadtresidenz der Oranier, wurde der Hof erst für die Stadtverwaltung und dann immer mehr von der Admiralität verwendet. 1661 erbaute man ein eigenes repräsentatives Gebäude in diesem Hof, welches heute als Hotel verwendet wird. Nach dem Napoleon das Stadhuis auf dem Dam zum Palais umwidmete, musste die Stadtverwaltung wieder in den Prinzenhof ziehen. Obwohl die Admiralität 1795 aufgehoben wurde, blieb der Hof als Zeekantor bekannt und in Betrieb.
Die Anzahl der Räte stieg von sieben auf zwölf Räte im Jahr 1606 an. Am Anfang gab es vier Räte aus Holland und drei aus anderen Provinzen, welche genau ist unbekannt. 1597 wurde die Anzahl der Räte aus Holland um einen erhöht und jetzt entsandten die Provinzen Gelderland, Zeeland, Utrecht, Overijssel und Groningen jeweils einen Rat nach Amsterdam. 1606 kam noch ein Rat von der Provinz Friesland hinzu.

### Admiralität Noorderquartier

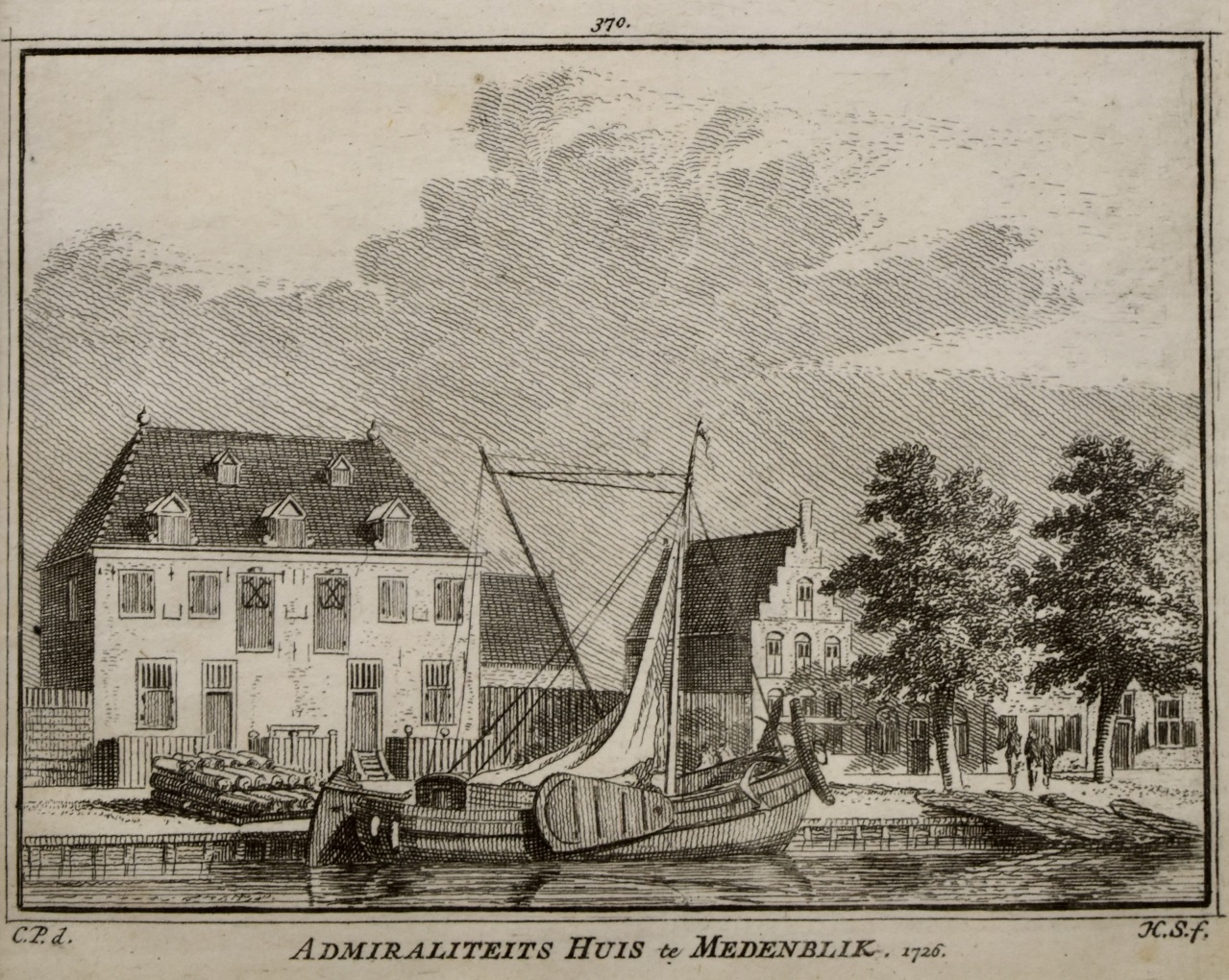
Das Gebäude der Admiralität Noorderquartier in Medemblik mit Admiralitätsjacht davor liegend.

Von den drei holländischen Admiralitäten war sie die kleinste. Ab 1593 wechselte der Sitz der Admiralität alle drei Monate zwischen Hoorn und Enkhuizen. Seit 1606 hatte sich die Stimmverteilung der Räte etabliert. Anfangs gab es nur vier Räte aus Holland, dann auch mal sechs Räte aus Holland und jeweils ein Rat aus Zeeland, Utrecht und Overijssel. Dazu kam noch jeweils ein Rat aus Gelderland und eben 1606 aus Friesland dazu. Neben den Zentren der Admiralität in Hoorn und Enkhuizen war auch Medemblik ein Stützpunkt. Schiffe wurden in diesen drei Orten und auch in Monnikendam gebaut.

### Admiralität Zeeland
Bei der Admiralität Zeeland sind die einzelnen industriellen Bereiche am weitesten verteilt. Während die Administration zusammen mit den Staten van Zeeland in der ehemaligen Abtei in Middelburg saß, sind Werften, Magazine und Liegeplätze der Flotte in ganz Zeeland zu finden. Der Haupthafen war Vlissingen. Schiffe wurden in Vlissingen, hier gab es drei Hellingen, aber auch in Veere, mit zwei Hellingen, und Zierickzee gebaut. In Vlissingen wurde auch das einzige Trockendock in der Zeit der Republik gebaut. Dieses Dock befand sich aber meistens in einem sehr reparaturbedürftigen Zustand.
Bis 1597 gab es sieben Admiraltätsräte, dann blieb die Anzahl der Räte aus Holland mit zwei Sitzen und Utrecht mit einem Sitz bis zum Ende der Republik konstant. Dagegen variierte die Anzahl der Sitze der Räte aus Zeeland selber zwischen sieben und sechs, so dass die Gesamtzahl der Admiralitätsräte zwischen neun und zehn Sitzen wechselte.

### Admiralität Friesland

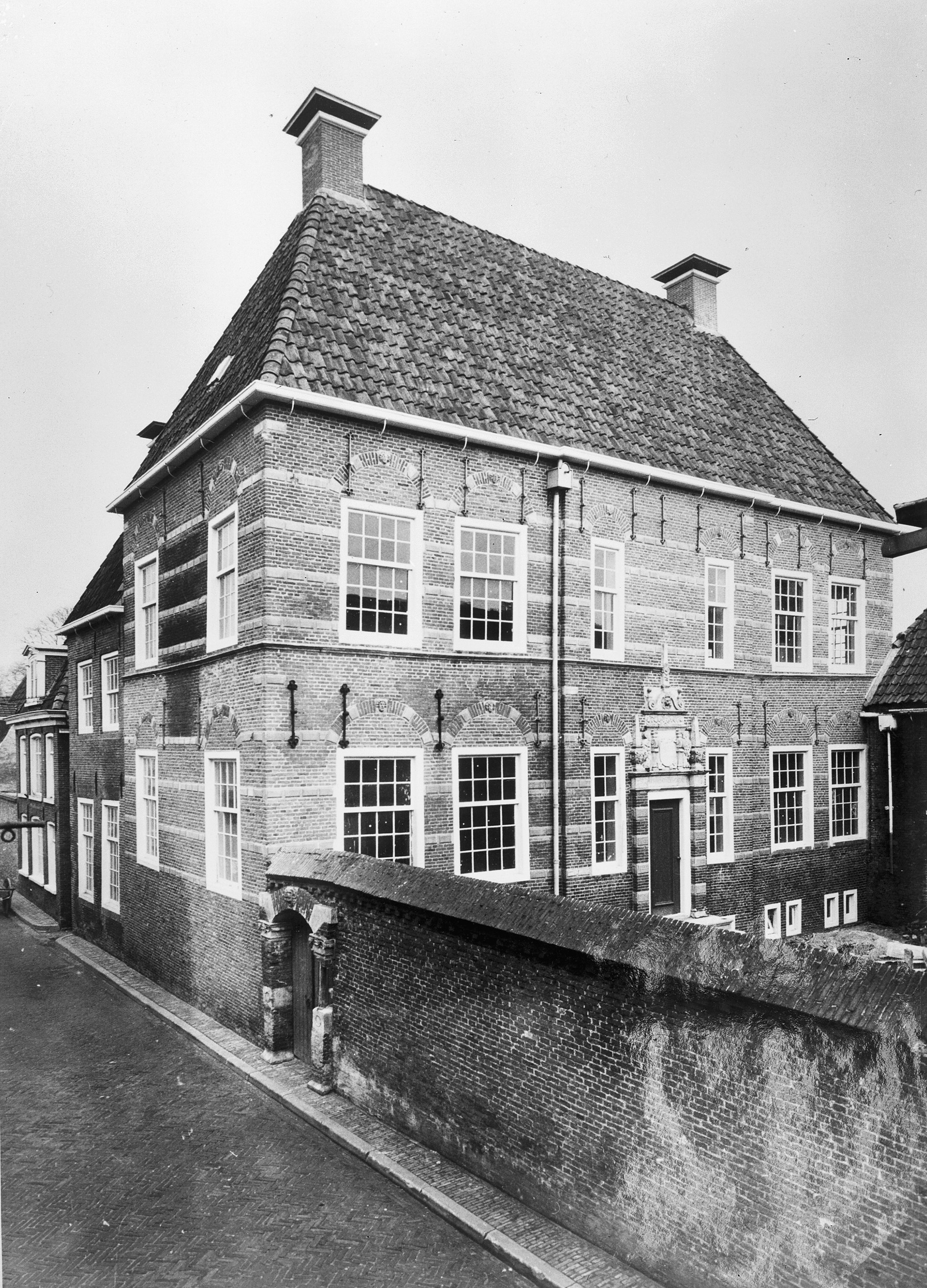
Das Admiralitätsgebäude in Dokkum

Die jüngste und kleinste der Admiralitäten hatte bis 1645 in Dokkum ihren Sitz. Das hing damit zusammen, dass diese Stadt näher an Groningen lag. Denn zur Friesischen Admiralität gehörte neben der Provinz Friesland auch Groningen und die Ommelanden. Beim Umzug nach Harlingen wurde auch die Anzahl der Groninger Räte verdoppelt. Bis dahin waren es vier Räte aus Friesland, zwei aus Groningen und einer aus Holland. Später wurde die Anzahl nochmal verändert. Im 18. Jahrhundert waren es dann vier aus Friesland, zwei aus Groningen und jeweils einer aus Holland, Utrecht, Gelderland und Overijssel. Leider brannte das Admiralitätsgebäude 1771 total aus und das Archiv wurde vernichtet. Deshalb sind auch nur wenige Informationen über diese Institution überliefert.
Das Gebäude der Admiralität in Dokkum ist das einzige erhalten gebliebene Admiralitätsgebäude der Niederlande. Nach dem Umzug nach Harlingen wurde ein Gebäude am Nordkai des Zuiderhavens verwendet. Nachdem es in der Nacht vom 12 zum 13. Januar 1771 ausbrannte wurde ein neues Gebäude an derselben Stelle errichtet. Dieses diente nach 1795 bis 1865 als Packhaus und wurde 1956 abgebrochen. Die heutige Adresse ist Zuiderhaven 63.
Während der Zeit in Dokkum wurde dort nur eine Statenjacht gebaut, die später als Admiralitätsjacht 1674 in Brand geschossen wurde. Erst in Harlingen gab es ab 1662 auch eine Admiralitätswerft, die  ’s Landswerf genannt wurde. Diese befand sich am gegenüber liegenden Ufer des Zuiderhavens. Dieser Platz diente bis ins 20. Jahrhundert als Werftgelände, zuletzt Werf Welgelegen. Hier wurde sehr unregelmäßig Neubau von Schiffen betrieben. Ein Kuriosum geschah kurz vor Auflösung der Admiralitäten. Während des Vierten Seekrieges wurde die Werft groß erweitert. Bis dahin konnte nur ein Schiff bis zur Größe eines 56-Kanonen-Schiffes gebaut werden. Jetzt gab es drei Hellinge für ein 66-Kanonen-Schiff und zwei Fregatten. 1782 wurde die Werft um eine vierte Helling erweitert, auf der Schiffe bis 74 Kanonen aufgelegt werden konnten. Innerhalb von drei Jahren wurde mehr gebaut als je zuvor: Friesland (74 Kanonen), Admiraal Tjerck Hiddes de Vries, Oostergoo, Westergoo, Zeven Wouden (alle 66 Kanonen), Harlingen (44 Kanonen), Juno (36 Kanonen) und die Hulk Dwinger mit 18 Kanonen. Im selben Hafenbecken wurde auf einer privaten Werft die Stad en Lande zu 74 Kanonen gebaut. 1786 wurde überlegt die beiden 74-Kanonen-Schiffe, die noch auf Stapel lagen, dem König zu Frankreich zu schenken. Es stellte sich aber heraus, dass beide Schiffe zu breit für die Durchfahrten und zu tief gingen, um in der Einfahrt nicht festzusitzen. 1791 besuchte der Statthalter Wilhelm V. die Schiffe, die dafür zu Wasser gelassen wurden. 1792 wurden sie zum Abbruch verkauft, ohne je fertig gebaut zu werden oder in See gegangen zu sein.

## Nachfolger

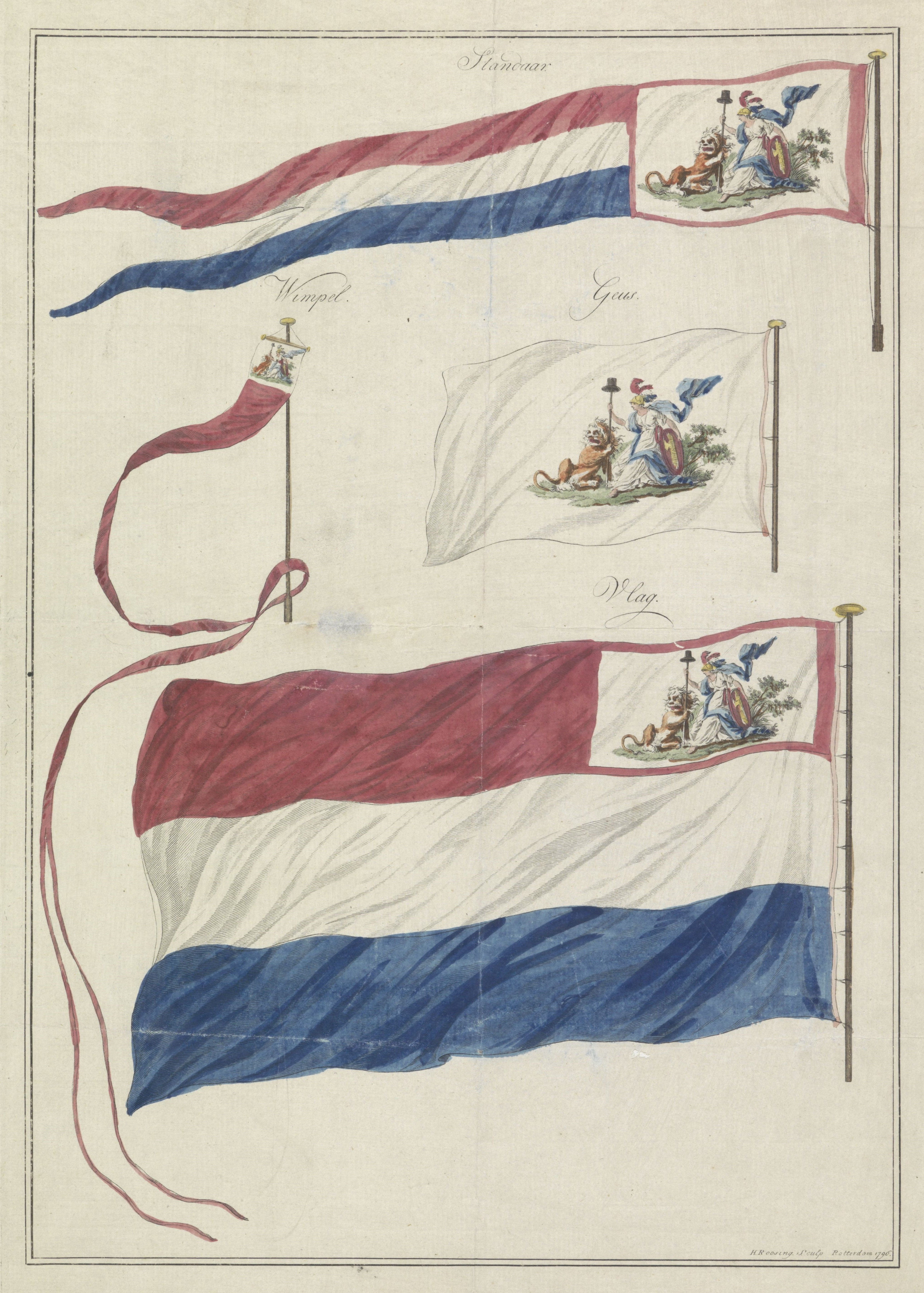
Die Flaggen der Fahrzeuge der Batavischen Republik seit 1796 bis 1806

Mit der Umwandlung der Republik nach der französischen Besetzung wurden viele Institutionen aus der Verantwortung der Provinzen herausgelöst und einer zentralen Leitung unterstellt. Auch die Marine wurde umgewandelt. Dabei blieben aber die einzelnen Standorte erhalten und nur die Struktur änderte sich. Per Dekret vom 27. Februar 1795 wurden die Admiralitäten durch die Generalstaaten aufgehoben. Jetzt hatte bis 1798 das Comité tot de Zaken der Marine die zentrale Leitung übernommen (agent van de marine, 1798–1801; de raad van marine, 1801–1805; secretaris van staat voor de zaken van marine, 1805–1806) und die Verwaltungsgebäude der einzelnen ehemaligen Admiralitäten wurden zu Zeekantoren. Alle höheren Beamte und Offiziere wurden entlassen und durften sich neu bewerben. Nur etwa ein Drittel wurde wieder neu angenommen. Die höheren Offiziere und Mitglieder des Comité wurden durch die Nationale Vergadering (Nationalversammlung), der Nachfolgerin der Generalstaaten angestellt. Das Comité bestand aus 14 Personen, von denen sich sieben mit der Ausrüstung, dem Schiffbau und den eigentlichen Seesachen beschäftigen sollen. Sieben andere Mitglieder hatten den Bereich der Finanzen, Einnahmen und Ausgaben, unter ihrer Kontrolle. Die Standorte der einzelnen ehemaligen Admiralitäten wurden zu Departements (Amsterdam, Rotterdam, Hoorn beziehungsweise Enkhuizen und Medemblik, Vlissingen beziehungsweise Middelburg, Harlingen). Stets sollten mindestens zwei Abgeordnete des Comité vor Ort ansprechbar sein. Als Adviseur (Berater) wurde Jan Willem de Winter mit dem Rang eines Adjudant-Generaal Mitglied des Comités. Bisher hatte jede Admiralität nach eigenen Konzepten und mit eigenen Schiffbaumeistern ihre Fahrzeuge gebaut, jetzt wurde der Schiffbaumeister P. Glaviman zum Constructeur-Generaal (etwa ein Ober-Ingenieur) bestellt. Ebenso wurden bisher die Kapitäne und höheren Offiziere erst bei Bedarf angestellt und auf Listen nach ordentlichen und außer-ordentlichen Kapitänen unterschieden. Nun wurde die schon lange geforderte Bildung eines festen Offizierskorps gebildet, der im ständigen Dienst stand.
In der Zeit der Batavischen Marine erlitt sie große Verluste durch kampflose Aufgabe in der Saldanhabucht 1796 und im Vlieter 1799 und nach heftigem Kampf in der Seeschlacht bei Camperduin 1797.